# Liberalismo económico
El liberalismo económico es el pensamiento económico del liberalismo, que promueve la libertad económica y está en contra de la intervención del Estado en la economía. Surgió en Europa y fue desarrollado durante la Ilustración desde finales del siglo XVIII como una reacción a la intervención de los estados en materias económicas. Este pensamiento fue llamado en sus orígenes librecambismo y tuvo entre sus principales ideólogos al economista escocés Adam Smith. Su obra fue de gran importancia para el pensamiento económico moderno, pues planteaba que era necesario reducir las barreras al comercio.
Habitualmente se resume en la expresión francesa laissez faire (dejen hacer), que no obstante es el lema de la fisiocracia, una teoría económica precedente. Incluye un espectro de diferentes políticas económicas, tales como el libre comercio, la desregulación, los recortes de impuestos y la privatización. La flexibilidad del mercado laboral y la oposición a los sindicatos también son posiciones comunes, pero siempre se basa en un fuerte apoyo a la economía de libre mercado y la propiedad privada.
El liberalismo económico se puede contrastar con el proteccionismo debido a su apoyo al libre comercio y a una economía abierta, y se considera opuesto a las economías planificadas y a los órdenes económicos no capitalistas. Como tal, el liberalismo económico de hoy en día está asociado con el liberalismo clásico, el neoliberalismo, el libertarismo y algunas ramas de conservadurismo como el conservadurismo liberal y el conservadurismo fiscal. Sigue el mismo enfoque filosófico que el liberalismo clásico y el conservadurismo fiscal.

## Historia del liberalismo económico

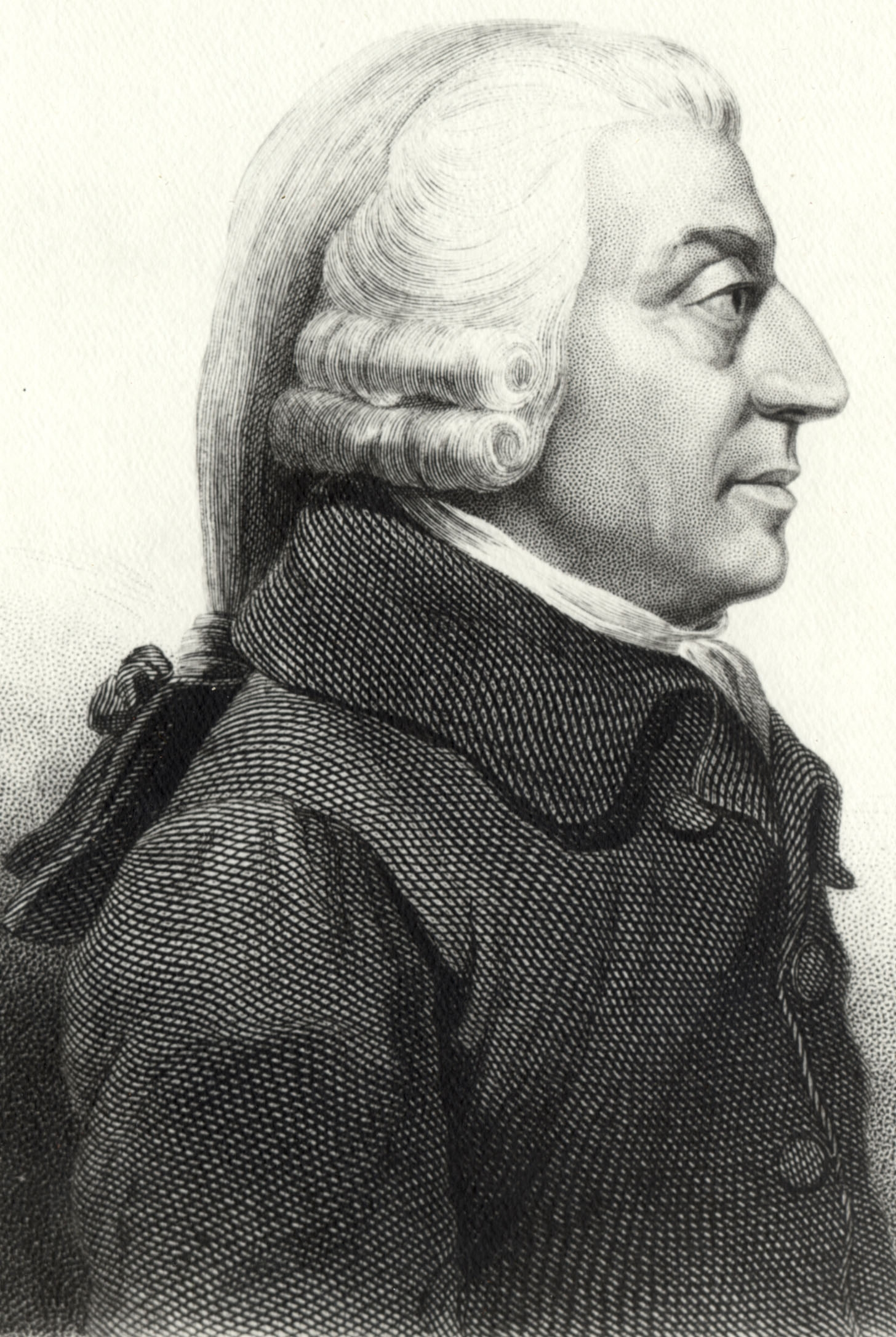
Adam Smith fue uno de los primeros defensores del liberalismo económico.

### Adam Smith (1723-1790)
El país que sobresalió económicamente fue Francia, quien contaba con muchas fuentes de riqueza y pudo salir en un periodo corto de tiempo de esta crisis. Smith era escocés y se formó en las universidades de Glasgow y Oxford. En la primera fue profesor de Lógica y de Filosofía Moral. En el año 1776 publicó su obra principal: La riqueza de las naciones. Smith abordó la economía desde la filosofía.
Smith era un ferviente defensor de las leyes de la naturaleza, del orden natural, y cuestionaba las imperfecciones de las instituciones humanas. Para él la conducta humana obedece de manera natural a las siguientes motivaciones: el egoísmo, la conmiseración, el derecho de ser libre, el sentido de la propiedad, el hábito del trabajo y la tendencia al intercambio. Si al hombre se lo deja en libertad, no solo conseguirá su propio beneficio sino que también impulsará el bien común.
Smith justificaba su reivindicación de dejar en libertad las relaciones de intercambio entre los hombres. El libre juego de las motivaciones nombradas conduce a un equilibrio natural. Cada individuo, al buscar su provecho individual, «es conducido por una mano invisible a promover un fin que no entraba en su propósito», el bienestar general. Dice al respecto: «nunca he sabido que hiciesen mucho bien aquellos afectos a trabajar por el bien público». Todo esto da pie a uno de los fundamentos del pensamiento liberal acerca de la libre interacción entre oferentes y demandantes en los mercados, sin ningún tipo de intervenciones estatales sobre ellos. A Smith también le preocupó el origen del valor de las mercancías y sobre la base de ideas dejadas por William Petty (1623-1687) y Richard Cantillon (1680-1734) elaboró la teoría del valor-trabajo, la cual considera que el origen del valor de intercambio (valor de cambio) de las mercancías está en el trabajo del hombre. Divide al valor en dos: el «valor de uso», que es la utilidad que posee un objeto determinado, mientras que el «valor de cambio» es la capacidad de un objeto para ser intercambiado por otros y está determinado por el tiempo de trabajo humano incorporado en su producción. Por otra parte, le inquietaba que, mientras los seres humanos se reproducían, la tierra no lo hacía, lo cual provocaría en algún momento del tiempo una situación de escasez de alimentos. Para esto proponía que los salarios en la economía debían ser de subsistencia, o sea, lo necesario para la subsistencia del trabajador y su familia. 
Para Smith si el ingreso de las familias fuese mayor al de subsistencia, el crecimiento poblacional se aceleraría. Algo que observaba en su época era que se había pasado de la producción artesanal, en la cual un mismo artesano realizaba todas las operaciones, a una división del trabajo en la cual cada operario realizaba una sola operación como, por ejemplo, hacer puntas de alfileres. Esto permitía que quien lo hiciera se especializara en dicha operación, mejorando los tiempos de producción y la calidad de lo elaborado. Cualquier productor que buscara su beneficio individual se vería obligado a dividir el trabajo de su empresa y de esta manera estaría maximizando la producción de toda la economía. Eran las motivaciones de la conducta humana las que garantizarían el crecimiento permanente del todavía entonces incipiente capitalismo británico. Decía: «En un sistema de laissez-faire, el aceite del interés personal mantiene funcionando milagrosamente los engranajes económicos. No es necesario un planificador [...]. El mercado resuelve todos nuestros problemas». Así se afirma que Smith era un optimista acerca del futuro de las economías, ya que su crecimiento permanente estaba garantizado por las motivaciones de la conducta humana y la división del trabajo.

### Liberalismo y capitalismo
Según se realice desde una perspectiva marxista o liberal, el estudio del capitalismo conduce a juicios radicalmente contradictorios. Analizando desde las posiciones ideológicas del liberalismo, el capitalismo se manifiesta como el único sistema económico capaz de asegurar a cada hombre el libre ejercicio de sus facultades. La laboriosidad y el ahorro actúan en él, como instrumento de prestigio social y de afirmación de las capacidades individuales. La libre iniciativa conduce a la optimización de las capacidades de producción disponibles y asegura, por consiguiente, el crecimiento económico y el bienestar social.
La teoría marxista, por el contrario, cree descubrir en el capitalismo una contradicción esencial entre el carácter social del trabajo y la apropiación privada de la nueva riqueza generada, contradicción que se expresaría en un antagonismo irreductible entre las clases básicas de la sociedad capitalista: el proletariado y la burguesía. Del mismo modo, la igualdad política formal proclamada por el liberalismo se reduciría a la nada como consecuencia de la desigualdad económica, y el aparato estatal serviría fundamentalmente para la exclusión de las masas trabajadoras de la vida política.

### Liberalismo económico en elsigloXVIII
La doctrina económica liberal se había desarrollado a finales del siglo XVIII, el crecimiento de los mercados mundiales de bienes y de factores de producción hizo que las ideas del liberalismo ganasen apoyo entre los industriales, los comerciantes y los inversionistas, los gobiernos influidos por estos grupos fueron adoptando medidas económicas liberales, se permitió la libre circulación de productos, capital y trabajadores, permitiendo sus movimientos dentro y fuera de Europa.
Fue la burguesía, concentrada en las ciudades, la principal protagonista de ese proceso histórico. Sin embargo, el hecho que, a pesar de ello, siguiera excluida de cualquier responsabilidad del gobierno, provocó la aparición en su seno de un movimiento crítico contra la constitución feudal de la sociedad y del estado absoluto.
Se desarrolló principalmente porque los empresarios no querían la intervención del gobierno en las decisiones económicas que ellos realizaban.